# Arsenocolina
La arsenocolina es un compuesto orgánico de arsénico en el que el nitrógeno cuaternario de la colina se reemplaza formalmente por arsénico. La primera evidencia de compuestos orgánicos de arsénico en aceites de origen marino se encontró en 1968. Además de la arsenocolina (AC), los principales representantes de los compuestos orgánicos de arsénico en la vida marina son la arsenobetaína (AB), el óxido de trimetilarsina (TMAO) y el tetrametilarsonio (TETRA).

## Presencia en la naturaleza
La arsenocolina se encuentra en el pescado y el marisco. Estos pueden formar por sí mismos compuestos orgánicos de arsénico, pero se cree que la fuente principal son organismos inferiores como algas y crustáceos. En experimentos en los que el alga marina Tetraselmis chuii y la dafnia (Daphnia magna) crecieron en presencia de arseniato, se detectaron diversos compuestos orgánicos de arsénico. La arsenocolina se postuló aquí como un residuo de arsenocolina de los arsenolípidos.

## Fisología y toxicología
El arsénico (As) es un metaloide ampliamente distribuido en la naturaleza por causas naturales o antropogénicas. Este elemento se encuentra presente en múltiples formas químicas que difieren en su grado de toxicidad, siendo las formas inorgánicas [arsenito, As(III); arsenato, As(V)] las que producen mayores efectos tóxicos. Por el contrario, especies como la arsenobetaína (AB), la arsenocolina (AC) o el óxido de trimetilarsina (TMAO) se consideran prácticamente inocuas, ya que ninguna de ellas sufre transformaciones tras su absorción. Sin embargo, los ribofuranósidos que contienen arsénico (arsenoazúcares) y los lípidos que contienen arsénico (arsenolípidos), aunque estructuralmente más complejos que otras formas orgánicas, sí sufren transformaciones, dando lugar a formas dimetiladas de mayor toxicidad.
Al igual que la colina, la arsenocolina sufre una serie de biotransformaciones en las mitocondrias del hígado. Los productos resultantes detectados in vitro fueron: arsenobetaína aldehído, arsenobetaína, óxido de trimetilarsina y trimetilarsina. La arsenobetaína fue el metabolito principal y se formó a partir del aldehído de la arsenobetaína. El óxido de trimetilarsina también se formó a partir del aldehído de arsenobetaína mediante una reacción secundaria. Su reducción adicional conduce a la formación de trimetilarsina. No se pudo demostrar la citotoxicidad de la arsenocolina en hepatocitos aislados.
La arsenocolina administrada por vía oral a roedores (ratón, rata, conejo) se absorbió completamente en el tracto gastrointestinal y del 70-80% se excretó en la orina en 3 días, principalmente como arsenobetaína. La propia arsenocolina se encontró en la orina sólo 1 día después de la administración. No se observó formación de arsénico inorgánico, ni ácido mono o dimetilarsénico, a diferencia de los experimentos in vitro descritos con la trimetilarsina. El arsénico administrado pero no excretado se encontró en los tejidos de los animales en forma de arsenobetaína y arsenofosfolípidos. Los tiempos de retención más largos se observaron en los siguientes tejidos: próstata, epidídimo, testículos, miocardio, hígado, corteza suprarrenal, páncreas, pulpa dental y glándula pituitaria.